# NONO
NONO (англ. Non-POU domain containing, octamer-binding) – білок, який кодується однойменним геном, розташованим у людей на короткому плечі X-хромосоми.  Довжина поліпептидного ланцюга білка становить 471 амінокислот, а молекулярна маса — 54 232.
| 10         |  | 20         |  | 30         |  | 40         |  | 50         |
| ---------- |  | ---------- |  | ---------- |  | ---------- |  | ---------- |
| MQSNKTFNLE |  | KQNHTPRKHH |  | QHHHQQQHHQ |  | QQQQQPPPPP |  | IPANGQQASS |
| QNEGLTIDLK |  | NFRKPGEKTF |  | TQRSRLFVGN |  | LPPDITEEEM |  | RKLFEKYGKA |
| GEVFIHKDKG |  | FGFIRLETRT |  | LAEIAKVELD |  | NMPLRGKQLR |  | VRFACHSASL |
| TVRNLPQYVS |  | NELLEEAFSV |  | FGQVERAVVI |  | VDDRGRPSGK |  | GIVEFSGKPA |
| ARKALDRCSE |  | GSFLLTTFPR |  | PVTVEPMDQL |  | DDEEGLPEKL |  | VIKNQQFHKE |
| REQPPRFAQP |  | GSFEYEYAMR |  | WKALIEMEKQ |  | QQDQVDRNIK |  | EAREKLEMEM |
| EAARHEHQVM |  | LMRQDLMRRQ |  | EELRRMEELH |  | NQEVQKRKQL |  | ELRQEEERRR |
| REEEMRRQQE |  | EMMRRQQEGF |  | KGTFPDAREQ |  | EIRMGQMAMG |  | GAMGINNRGA |
| MPPAPVPAGT |  | PAPPGPATMM |  | PDGTLGLTPP |  | TTERFGQAAT |  | MEGIGAIGGT |
| PPAFNRAAPG |  | AEFAPNKRRR |  | Y          |  |            |  |            |

A: Аланін

C: Цистеїн

D: Аспарагінова кислота

E: Глутамінова кислота

F: Фенілаланін

G: Гліцин

H: Гістидин

I: Ізолейцин

K: Лізин

L: Лейцин

M: Метіонін

N: Аспарагін

P: Пролін

Q: Глутамін

R: Аргінін

S: Серин

T: Треонін

V: Валін

W: Триптофан

Кодований геном білок за функціями належить до репресорів, активаторів. 
Задіяний у таких біологічних процесах як процесінг мРНК, сплайсінг мРНК, транскрипція, регуляція транскрипції, пошкодження ДНК, репарація ДНК, біологічні ритми, рекомбінація ДНК. 
Білок має сайт для зв'язування з ДНК, РНК. 
Локалізований у ядрі.